# Festival de Cortometrajes de Jerez
El Festival de Cortometrajes de Jerez es un festival de cortos dirigido a jóvenes realizadores celebrado en el mes de octubre en Jerez de la Frontera (Andalucía, España). Fundado en el año 2000, en su última edición se sobrepasaron los 180 cortometrajes enviados desde diferentes puntos de España, de los cuales 29 llegaron a la final. La sede principal del festival es el auditorio de Sala Paul Espacio Joven, aunque existen varias subsedes en la ciudad, tanto en las proyecciones como en la gala final. 

## Origen
El origen del Festival de Cortometrajes de Jerez se sitúa en la creación de la Semana Audiovisual, celebrada cada mes de octubre del periodo de años 1997-2000 en Jerez de la Frontera. Dicha Semana contaba con proyecciones de cortometrajes de diversos festivales, videoinstalaciones, exposiciones y talleres. Durante la edición del año 2000 se incluyó el concurso de cortos, bautizándose como la primera edición del Festival de Cortometrajes. Una de las instituciones colaboradoras desde sus inicios fue la asociación cultural Cine-Club Popular de Jerez

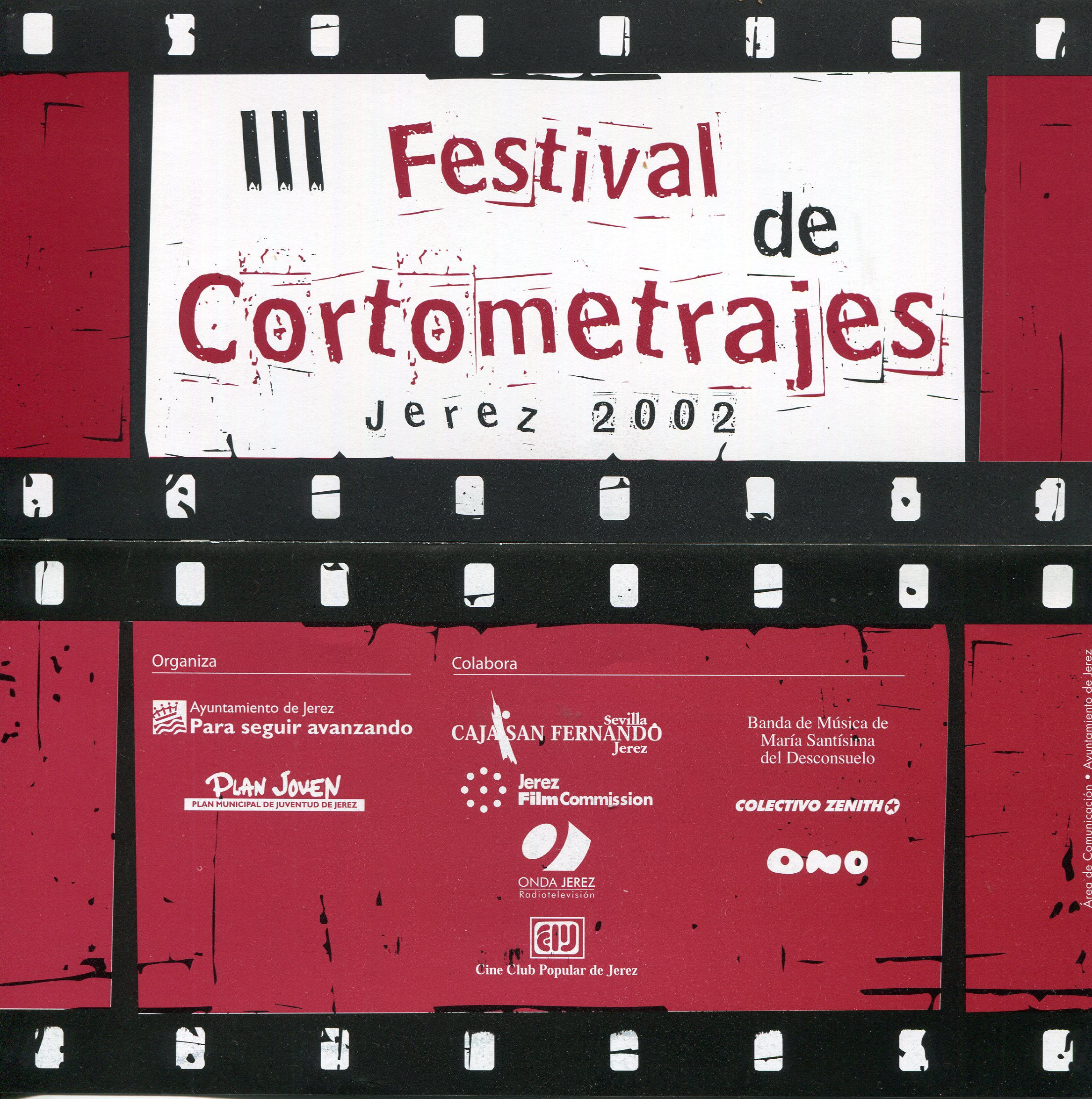
Cartel y bases del III Festival de cortometrajes

## Premios
Se otorgan cuatro premios:
- Premio INJUVE (enlace roto disponible en Internet Archive; véase el historial, la primera versión y la última). / Festival de Cortometrajes Jerez.
- Premio RTVA a la Creación Audiovisual Andaluza.
- Premio CortaJerez.
- Premio ASFAAN del público.

## Organizadores
Los organizadores son el Ayuntamiento de Jerez, Radio y Televisión de Andalucía (RTVA), Asociación de Festivales Audiovisuales de Andalucía (ASFAAN) y  Association Biennale des Jeunes Créateurs de l'Europe et de la Méditerranée (BJCEM), cuya presidencia la ostenta el Ayuntamiento de Jerez durante el bieno 2010-2011.

## Actividades paralelas
Durante el Festival se realizan actividades culturales paralelas relacionales con el cine, tales como exposiciones, conferencias, cursos de creación audiovisual, talleres de autoempleo en la industria cultural y proyecciones para centros escolares.